# Theo Huyge
Theofiel Gustaaf (Theo) Huyge (Sint-Amandsberg, 8 november 1920 - onbekend) was een Belgisch gewichtheffer.

## Levensloop
Huyge nam deel aan de Olympische Zomerspelen van 1948 te Londen. Hij werd er zeventiende in de gewichtsklasse van de lichtgewichten (-67,5kg). Tevens behaalde hij in 1949 brons op de Europese kampioenschappen te Scheveningen in deze gewichtsklasse.

## Uitslagen

### Lichtgewichten (-67,5 kg)
- 1946:  BK in Antwerpen - 297,5 kg
- 1947:  BK in Roeselare - 297,5 kg
- 1948:  BK in Antwerpen - 297,5 kg
- 1948: 17e OS in Londen - 300 kg
- 1949: 6e WK in Scheveningen - 297,5 kg
- 1949:  EK in Scheveningen - 297,5 kg
- 1950:  BK in Antwerpen - 300 kg
- 1951:  BK in Luik - 292,5 kg